# Музы (альбом)
«Музы» — пятый студийный альбом российской рок-группы «Звери», выпуск состоялся 8 марта 2011 года.

## Об альбоме
Альбом «Музы» записывался в течение трёх лет в период с 2009 года по 2011 год. На роль звукорежиссёра был приглашён Дмитрий Добрый, записывавший в студиях Sim Records, Параметрика, Vintage Recording Studio, Zveri Sound Studio. Материал альбома сводился в России и Украине поделённый поровну. Первая половина альбома сводилась в городе Киев в студии «211», принадлежащей Виталию Телезину, который занимался сведением песен «Кнопки», «Никуда не надо», «Микки», «Никому», «Не важно» и «RnR». Вторая половина альбома сводилась в Москве Владиславом Афанасовым в студии Sim Records, который сводил такие песни, как «Солнце за нас», «Хочу тебя», «Рули», «Мы ждём перемен» и «Микки» в электрических версиях. Мастеринг альбома принадлежит Андрею Субботину. В альбоме «Музы» в общей сложности 12 песен, две из которых ранее уже были представлены публике, среди них «Микки», презентованная в рамках одного из московских акустических концертов в мае 2009 года, и «Никому», выпущенная синглом вместе с видеоклипом 1 декабря 2010 года. В «Музы» также были включены ремиксы песен «Солнце за нас», «Микки» и композиция, которая является кавер-версией популярной песни «Перемен» группы «Кино». Продюсером и композитором альбома стал Роман Билык. На пять композиций тексты были написаны в соавторстве с Виктором Бондаревым.

## Критика
«Музы» в любом случае оказались бы для «Зверей» этапным альбомом, символизируя в худшем случае начало заката, а в лучшем — выход на новый уровень. На выходе получилось нечто среднее, но с явным намеком на счастливое и уже более взрослое продолжение удачной карьеры.
Несмотря на наличие песен с такими мрачными названиями, как «Никуда не надо», «Никому» и «Не важно», Рома обошелся без недружелюбных движений по отношению к старым поклонницам. В диск вошли как минимум три композиции в жанре «хит группы „Звери“». Это давно звучащая на концертах «Микки», а также довольно бледные «Кнопки» и трек «Хочу тебя». — пишет Алексей Мажаев, InterMedia

## Список композиций
Все тексты написаны Романом Билыком, «Солнце за нас», «Рули», «Никому», «Не важно», «RnR» написаны при участии В. Бондарева, вся музыка написана Билыком.
| №                   | Название                       | Длительность |
| ------------------- | ------------------------------ | ------------ |
| 1.                  | «Солнце за нас»                | 3:28         |
| 2.                  | «Кнопки»                       | 2:56         |
| 3.                  | «Хочу тебя»                    | 3:05         |
| 4.                  | «Никуда не надо»               | 3:28         |
| 5.                  | «Микки»                        | 4:02         |
| 6.                  | «Рули»                         | 3:15         |
| 7.                  | «Никому»                       | 3:10         |
| 8.                  | «Не важно»                     | 4:47         |
| 9.                  | «RnR»                          | 3:26         |
| 10.                 | «Мы ждём перемен» (cover Кино) | 4:25         |
| 11.                 | «Солнце за нас» (электро)      | 5:23         |
| 12.                 | «Микки» (электро)              | 4:13         |
| Общая длительность: | Общая длительность:            | 45:38        |

## Участники записи
| Звери - Роман Билык — вокал, гитара. - Максим Леонов — гитара. - Вячеслав Зарубов — клавишные. - Алексей Любчик — бас-гитара. - Михаил Краев — барабаны. | Технический персонал - Дмитрий Добрый — звукорежиссёр. - Андрей Субботин — мастеринг. - Виталий Телезин — сведение. - Владислав Афанасов — сведение. |

## Видеоклипы
- «Никому» (1 декабря 2010 года).
- «Никуда не надо» (23 июля 2012 года).